# Cengiz Bicer
Cengiz Bicer (Grabs, 11 dicembre 1987) è un calciatore liechtensteinese, portiere dell'Eschen/Mauren.

## Carriera

### Club
Ha giocato nella massima serie turca.

### Nazionale
Ha collezionato 15 presenze con la propria nazionale.